# Haavakivi
Haavakivi is een plaats in de Estlandse gemeente Peipsiääre, provincie Tartumaa. De plaats heeft de status van dorp (Estisch: küla) en telt 60 inwoners (2021).
De plaats lag tot in oktober 2017 in de gemeente Pala en in de provincie Jõgevamaa. In die maand ging de gemeente op in de gemeente Peipsiääre. Pala verhuisde daarbij van de provincie Jõgevamaa naar de provincie Tartumaa.

## Ligging
Haavakivi ligt aan de gelijknamige rivier, die de grens vormt met het buurdorp Kiisli, dat in de gemeente Mustvee ligt. De Haavakivi is een zijrivier van de Kääpa.

## Geschiedenis
Haavakivi werd voor het eerst genoemd in 1584 onder de naam Awakifi, een boerderij op het landgoed van Pala. In 1592 heette ze Awa kywy, in 1627 Hawa Kywy of Auwa kywy en in 1839 Hawikiwi. Toen lag er bij de boerderij een watermolen. Op het eind van de 19e eeuw ontstond rond de boerderij en de watermolen een nederzetting. In 1977 kreeg Haavakivi een deel van Pala erbij. Kerkelijk viel het dorp onder de parochie van Kodavere.
In Haavakivi veskitalu, de boerderij bij de watermolen, werd op 15 oktober 1864 Anna Haava geboren. Haar oorspronkelijke naam was Anna Rosalie Haavakivi. Zowel de boerderij als de molen is verdwenen. Op de plaats waar haar geboortehuis heeft gestaan staat een gedenksteen. De basisschool in het buurdorp Pala is vernoemd naar Anna Haava.